# Zbrosławice (stacja kolejowa)
Zbrosławice – zlikwidowana stacja kolejowa w miejscowości Zbrosławice, w województwie śląskim, w powiecie tarnogórskim, w gminie Zbrosławice, w Polsce. Została otwarta w dniu 7 października 1928 roku razem z linią kolejową z Zabrza Mikulczyc do Tworoga.